# Wschodnia Brama Belgradu
Wschodnia Brama Belgradu, oficjalnie Rudo (od miasta w Bośni i Hercegowinie) – trzy wysokościowce mieszkalne ulokowane w Belgradzie, stolicy Serbii.

## Opis
Trzy wieżowce (Rudo 1, Rudo 2, Rudo 3) składające się na kompleks Wschodniej Bramy Belgradu mają wysokość ok. 85 metrów i liczą 28 pięter. Każdy budynek ma 190 mieszkań. W sumie w trzech budynkach mieszka około 1400 osób.
Budowę wieżowców rozpoczęto w 1973 i oddano do użytku w 1976, w okresie Socjalistycznej Federacyjnej Republiki Jugosławii. Po 2008 przeprowadzono szereg remontów w budynkach.

## Galeria

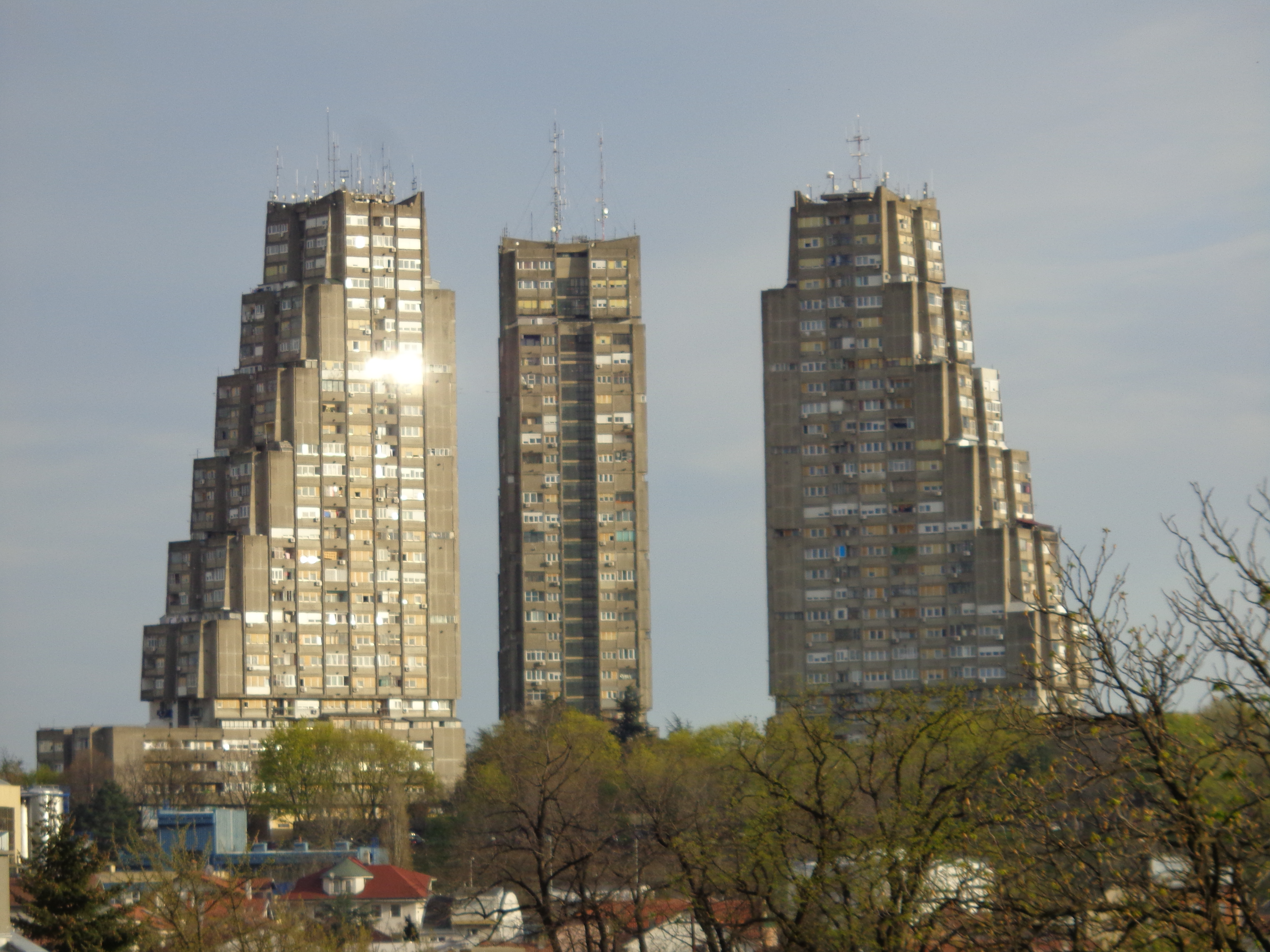
Budynki widziane z wjazdu autostradą do Belgradu od strony Skopje
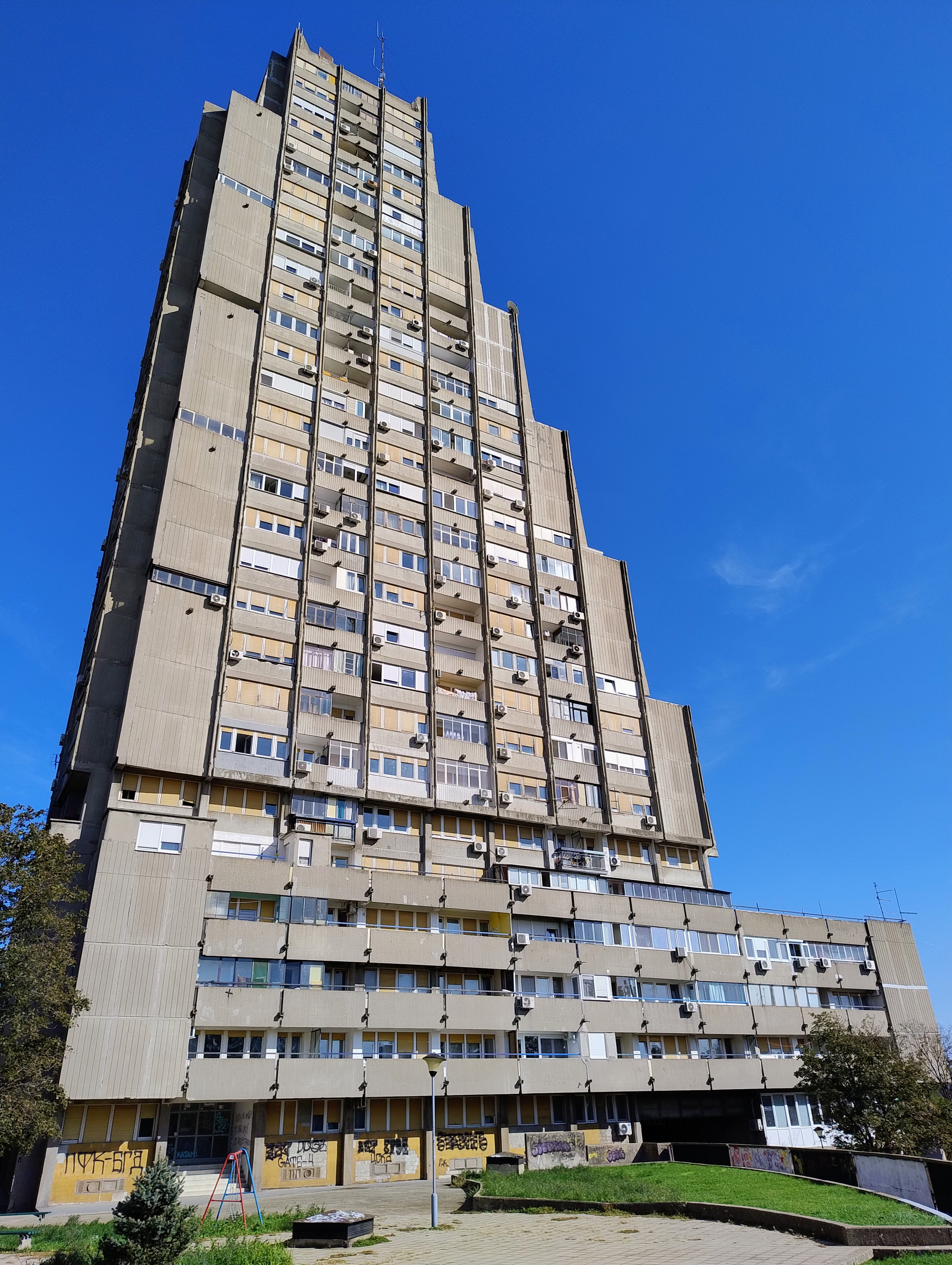
Fasada budynku Rudo 1
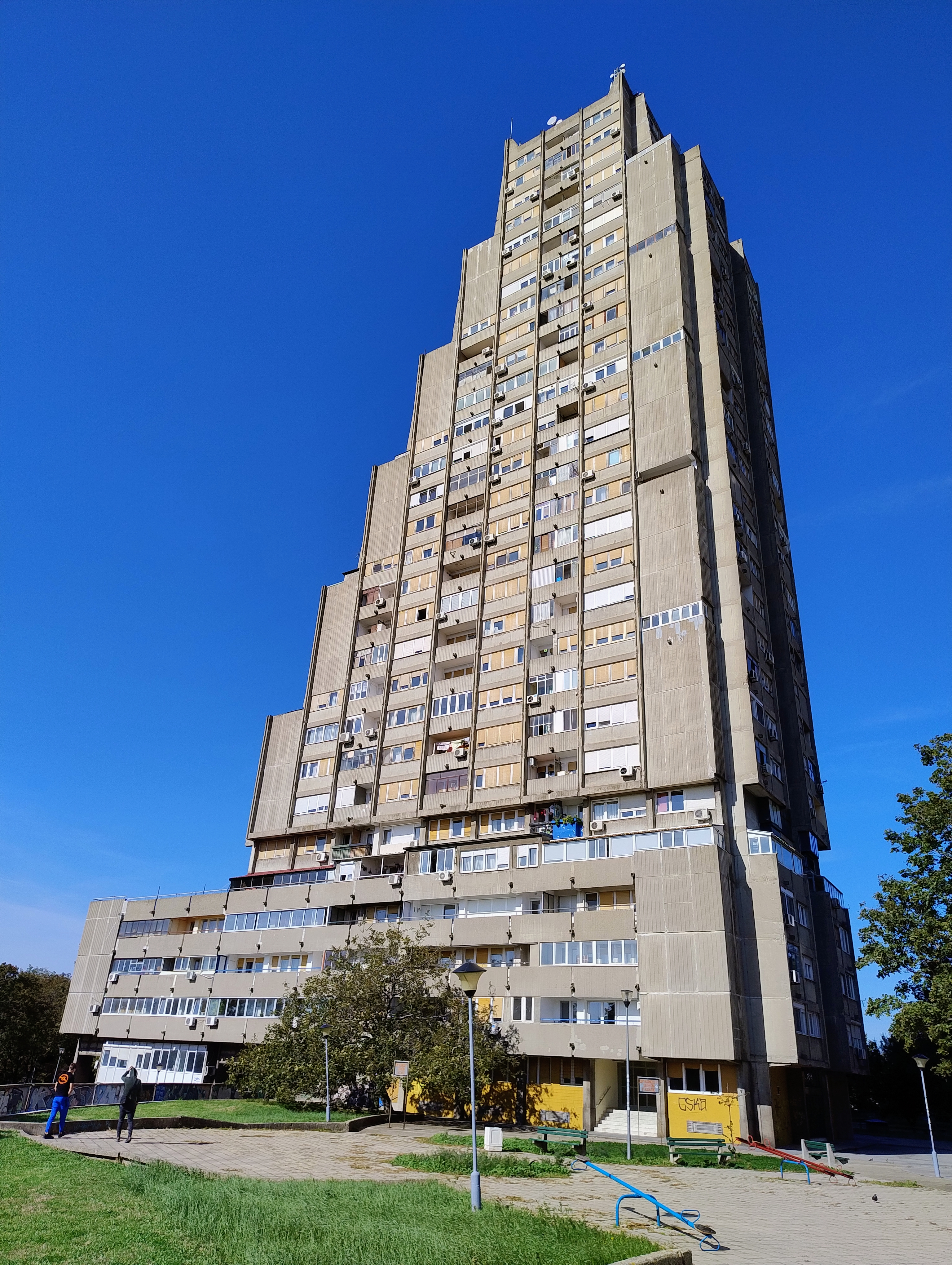
Fasada budynku Rudo 3
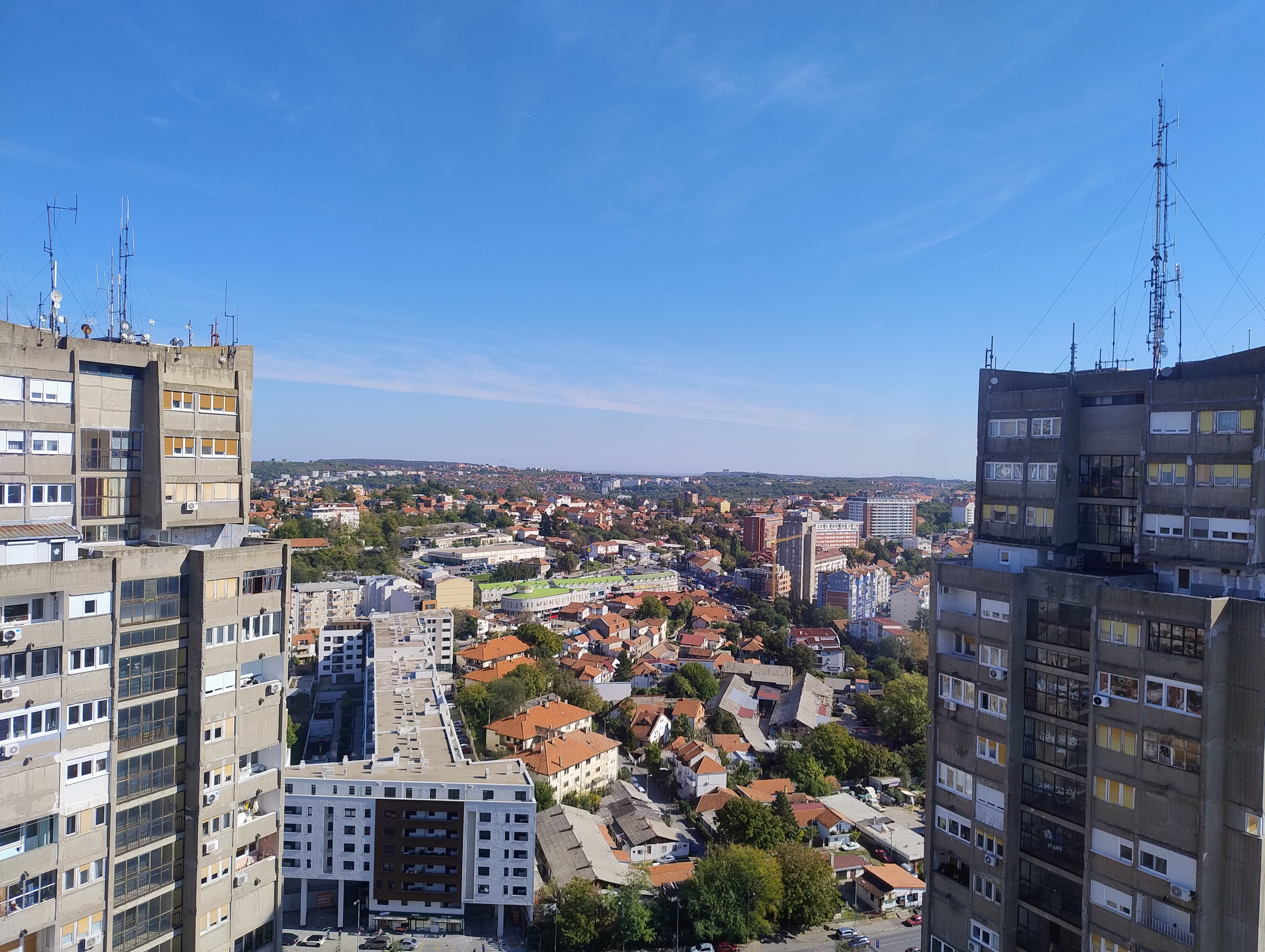
Widok z budynku Rudo 3
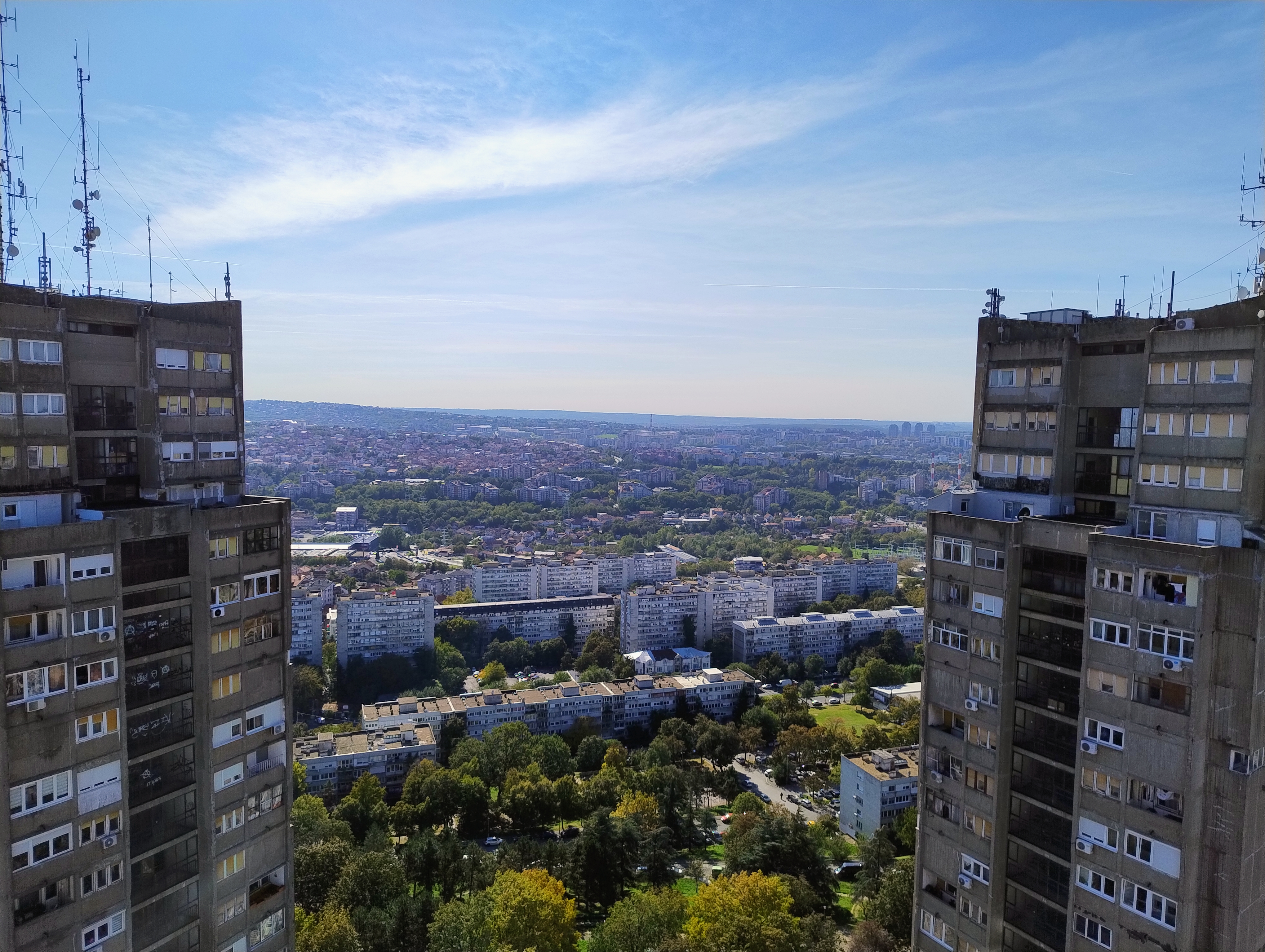
Widok z budynku Rudo 2
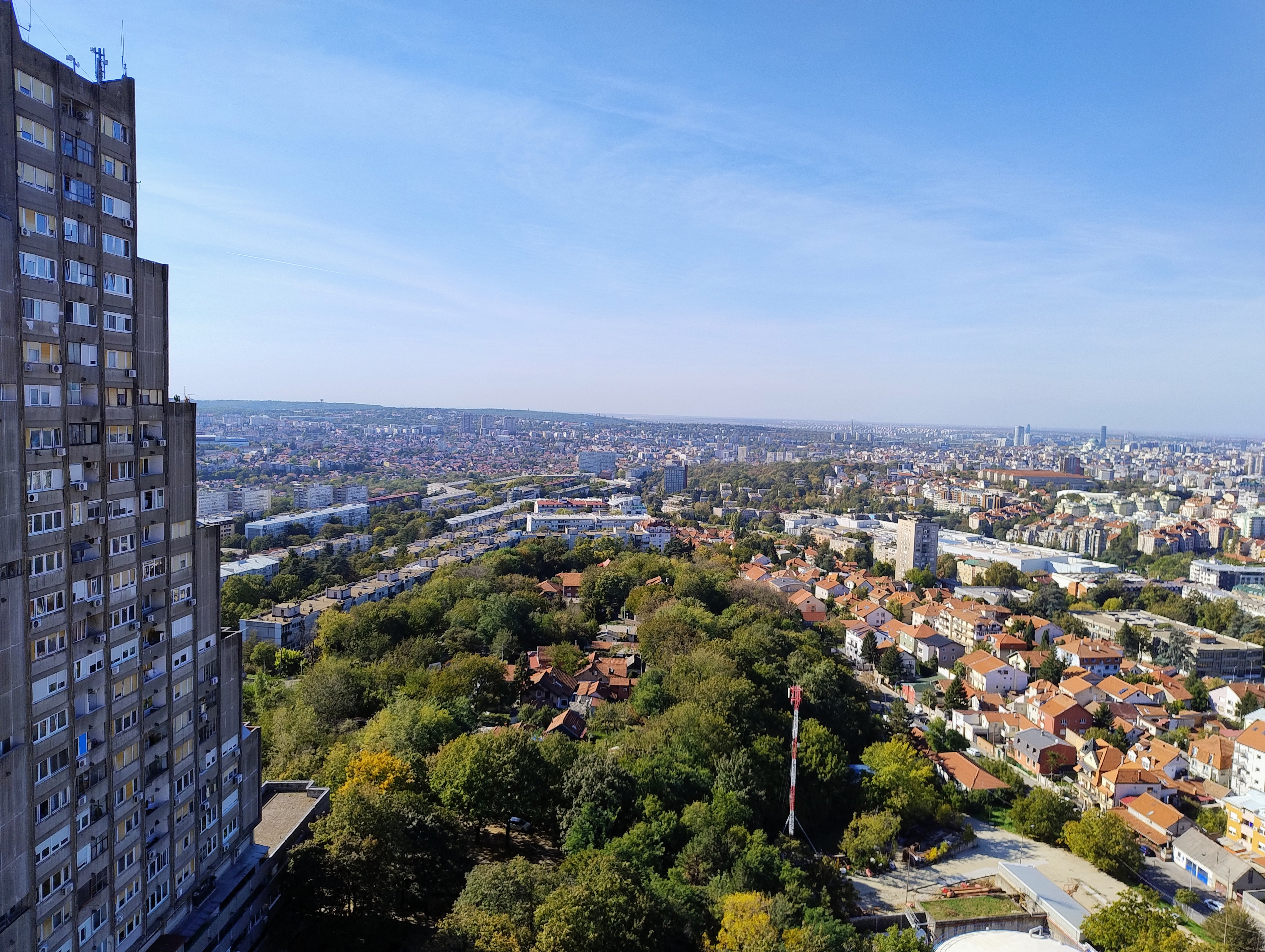
Widok z budynku Rudo 2
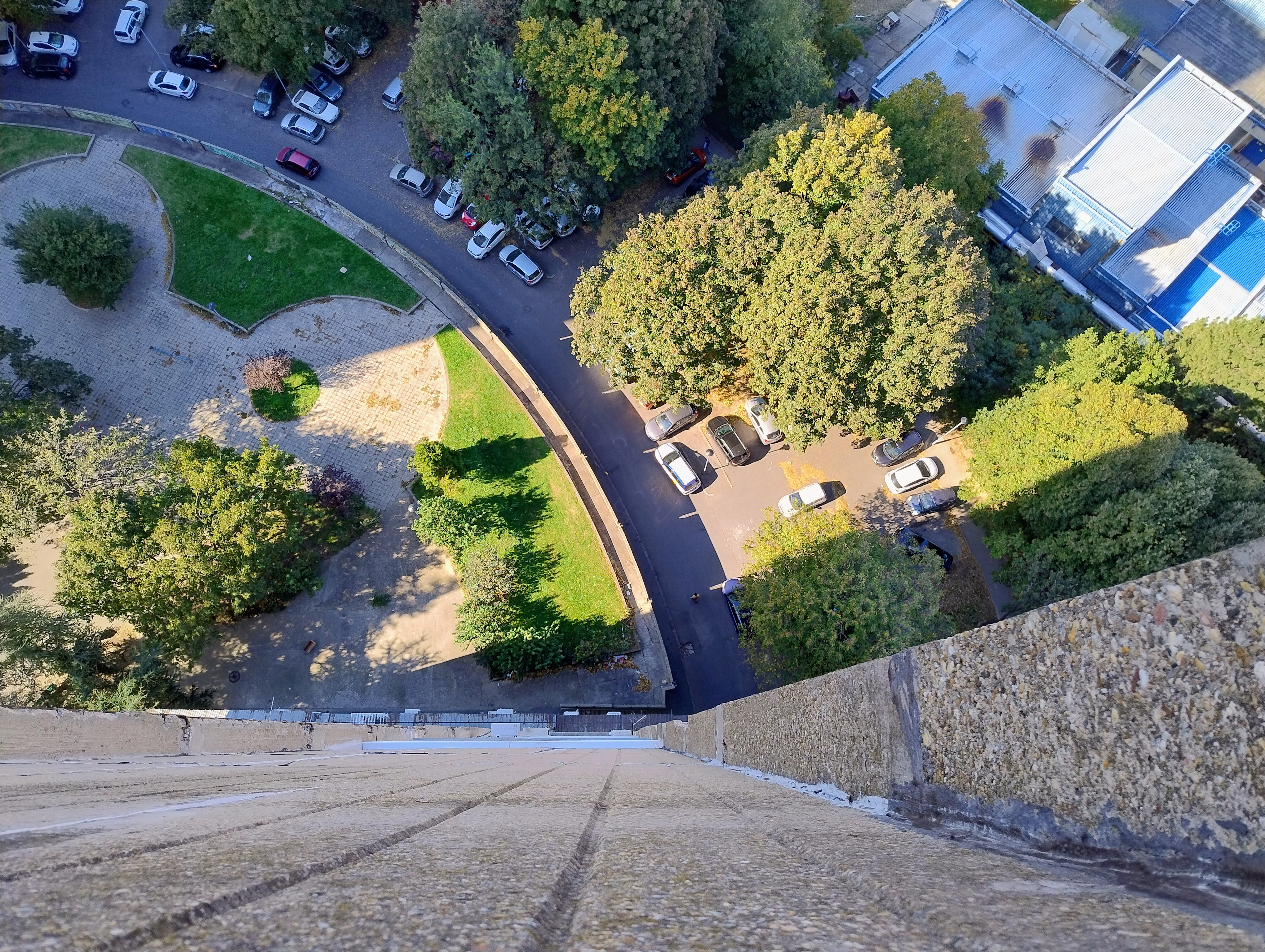
Widok w dół
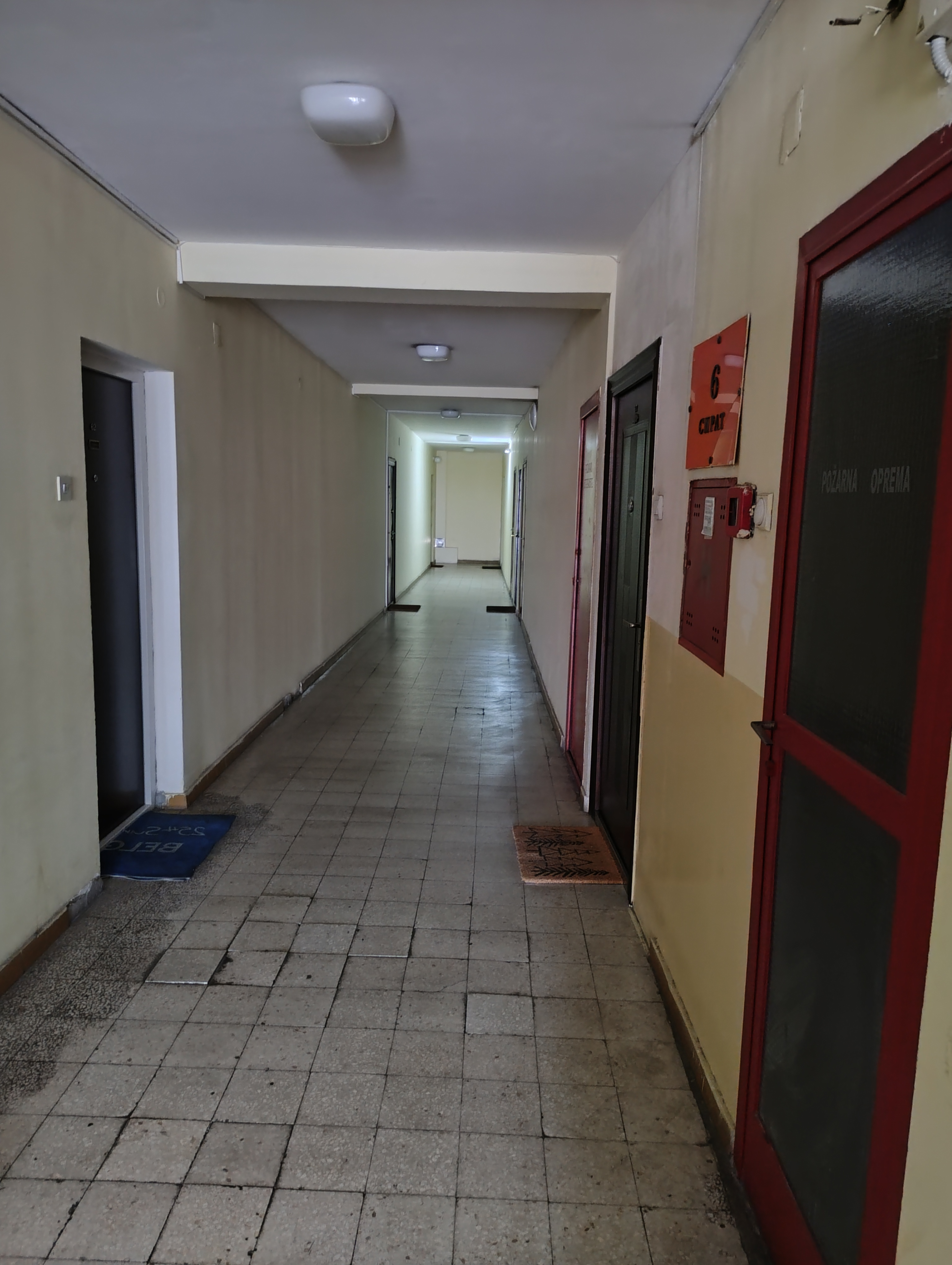
Klatka schodowa